# Pedro Neto
Pedro Lomba Neto (Viana do Castelo, 9 maart 2000) is een Portugees voetballer die doorgaans speelt als rechtsbuiten.
Neto stroomde in 2017 door vanuit de jeugdopleiding van SC Braga, dat hem hetzelfde jaar voor twee jaar met een verplichte koopoptie verhuurde aan SS Lazio. In 2019 maakte hij de overstap naar Wolverhampton Wanderers, dat hij in 2024 verruilde voor Chelsea, waarmee hij in 2025 de UEFA Conference League en het WK voor clubs won.
Neto doorliep diverse Portugese jeugdelftallen, voordat hij in 2020 debuteerde in het Portugees voetbalelftal, waarmee hij deelnam aan het EK 2024 en in 2025 de UEFA Nations League won.

## Clubcarrière

### Jeugd en SC Braga
Neto combineerde voetbal in zijn jeugd met rolhockey en zwemmen. Op zijn achtste ging hij voetballen voor SC Vianense. Twee jaar later sloot hij zich aan bij Perspectiva em Jogo, een opleiding georganiseerd door Sporting CP. Hij kreeg vervolgens de kans om voor Sporting CP te voetballen, maar zijn ouders sloegen dat af, waarna Neto in plaats daarvan op zijn veertiende voor SC Braga ging spelen. Na een korte periode bij Palmeiras Braga keerde hij in 2016 definitief terug naar SC Braga. Als tiener kreeg hij rondleidingen bij Manchester United en FC Barcelona. Neto maakte op 7 mei 2017 zijn debuut in het profvoetbal, namens de beloften van SC Braga als invaller voor Tomás Martínez tegen de beloften van FC Porto (2–3 nederlaag) in de LigaPro. Hij maakte op 14 mei 2017 op zeventienjarige leeftijd zijn debuut voor het eerste elftal in de Primeira Liga, toen hij in een wedstrijd thuis tegen CD Nacional achttien minuten voor tijd op het veld kwam. Hij wist negen minuten later de 4–0 eindstand op het scorebord te plaatsen, waarmee hij de derde jongste doelpuntenmaker werd in de clubgeschiedenis.

### SS Lazio
SC Braga verhuurde Neto in augustus 2017 voor twee jaar aan SS Lazio, met een verplichting van € 8,5 miljoen tot aankoop in de zomer van 2019. In zijn eerste seizoen kwam Neto echter niet in actie voor het eerste elftal. Hij maakte op 27 januari 2019 zijn debuut in de Serie A, toen hij in een wedstrijd thuis tegen Juventus (1–2 nederlaag) een minuut voor tijd Bastos kwam vervangen. Hij bleef op de reservebank toen SS Lazio op 15 mei 2019 de Coppa Italia won door in de finale met 0–2 van Atalanta Bergamo te winnen. SS Lazio nam Neto in juli 2019 voor € 8.500.000,- over van SC Braga.

### Wolverhampton Wanderers

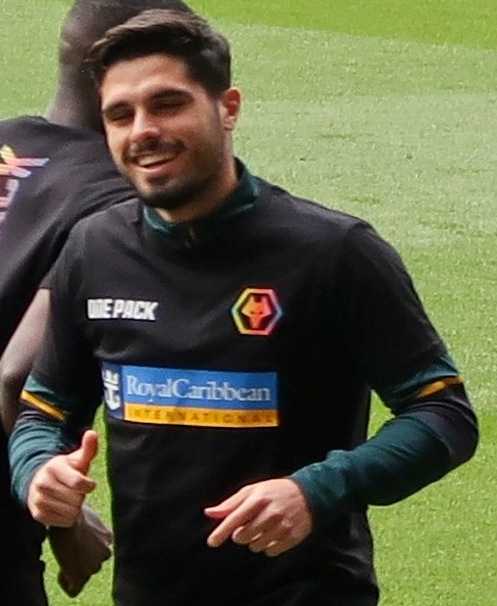
Neto namens Wolverhampton Wanderers in april 2022

Neto werd door SS Lazio een maand na de verplichte aankoop voor € 18.000.000,- verkocht aan Wolverhampton Wanderers, de nummer zeven van de Premier League in het voorgaande seizoen. Hij scoorde bij zijn debuut voor Wolverhampton Wanderers en in het Europees clubvoetbal op 15 augustus 2019, bij een 4–0 zege op Pjoenik Jerevan in de voorronden van de UEFA Europa League. Vier dagen later volgde zijn debuut in de Premier League, als vervanger van landgenoot Diogo Jota bij een 1–1 gelijkspel tegen Manchester United. Neto maakte op Nieuwjaarsdag 2020 zijn eerste doelpunt voor Wolverhampton Wanderers, maar kon niet voorkomen dat de club met 2–1 verloor op bezoek bij Watford FC. Op 12 maart 2020 scoorde hij voor het eerst in het Europees clubvoetbal, tegen Olympiakos Piraeus in de achtste finales van de UEFA Europa League. In de kwartfinales werd Wolverhampton Wanderers vervolgens uitgeschakeld door Sevilla FC. Neto liep in april 2021 een blessure op die hem zo'n tien maanden uit de roulatie hield. In oktober 2022 liep hij een nieuwe blessure op, waarna hij vijf maanden niet in actie kwam.

### Chelsea
Neto maakte in de zomer van 2024 de overstap naar Chelsea, dat naar verluidt € 60 miljoen voor hem betaalde. Hij debuteerde voor de club op 18 augustus 2024, als invaller voor Christopher Nkunku in de competitiewedstrijd tegen Manchester City (0–2 nederlaag). Vier dagen later kwam hij voor het eerst namens Chelsea uit in het Europees clubvoetbal in de met 2–0 thuiswedstrijd tegen Servette FC in de voorronden van de UEFA Conference League. Op 24 september 2024 maakte hij zijn eerste doelpunt voor de club, waarmee hij bijdroeg aan een 5–0 overwinning tegen Barrow AFC in de EFL Cup. Hij was wederom trefzeker op 3 oktober 2024, in de UEFA Conference League tegen KAA Gent. Neto maakte op 20 november 2024 zijn eerste competitiedoelpunt voor Chelsea. Het was de gelijkmaker bij een 1–1 gelijkspel tegen stadsgenoot Arsenal FC. Neto startte in de basiself toen Chelsea op 28 mei 2025 de UEFA Conference League won door in de finale met 1–4 te winnen van Real Betis. Aan het eind van het seizoen hielp hij Chelsea met doelpunten tegen Los Angeles FC en CR Flamengo in de groepsfase en tegen SL Benfica in de achtste finales naar een finaleplaats op het WK voor clubs. Hij startte in de basiself toen de finale op 13 juli 2025 met 3–0 gewonnen werd tegen Paris Saint-Germain.

## Clubstatistieken
| Seizoen         | Club                    | Competitie      | Competitie | Competitie | Beker | Beker | Internationaal | Internationaal | Overig | Overig | Totaal | Totaal |
| Seizoen         | Club                    | Competitie      | Wed.       | Dlp.       | Wed.  | Dlp.  | Wed.           | Dlp.           | Wed.   | Dlp.   | Wed.   | Dlp.   |
| --------------- | ----------------------- | --------------- | ---------- | ---------- | ----- | ----- | -------------- | -------------- | ------ | ------ | ------ | ------ |
| 2016/17         | SC Braga B              | LigaPro         | 1          | 0          | —     | —     | —              | —              | —      | —      | 1      | 0      |
| Club totaal     | Club totaal             | Club totaal     | 1          | 0          | 0     | 0     | 0              | 0              | 0      | 0      | 1      | 0      |
| 2016/17         | SC Braga                | Primeira Liga   | 2          | 1          | 0     | 0     | 0              | 0              | 0      | 0      | 2      | 1      |
| 2017/18         | SC Braga                | Primeira Liga   | 1          | 0          | 0     | 0     | 0              | 0              | —      | —      | 1      | 0      |
| Club totaal     | Club totaal             | Club totaal     | 3          | 1          | 0     | 0     | 0              | 0              | 0      | 0      | 3      | 1      |
| 2018/19         | → SS Lazio              | Serie A         | 4          | 0          | 1     | 0     | 0              | 0              | —      | —      | 5      | 0      |
| Club totaal     | Club totaal             | Club totaal     | 4          | 0          | 1     | 0     | 0              | 0              | 0      | 0      | 5      | 0      |
| 2019/20         | Wolverhampton Wanderers | Premier League  | 29         | 3          | 4     | 0     | 11             | 2              | —      | —      | 44     | 5      |
| 2020/21         | Wolverhampton Wanderers | Premier League  | 31         | 5          | 4     | 0     | —              | —              | —      | —      | 35     | 5      |
| 2021/22         | Wolverhampton Wanderers | Premier League  | 13         | 1          | 0     | 0     | —              | —              | —      | —      | 13     | 1      |
| 2022/23         | Wolverhampton Wanderers | Premier League  | 18         | 0          | 1     | 0     | —              | —              | —      | —      | 19     | 0      |
| 2023/24         | Wolverhampton Wanderers | Premier League  | 20         | 2          | 4     | 1     | —              | —              | —      | —      | 24     | 3      |
| Club totaal     | Club totaal             | Club totaal     | 111        | 11         | 13    | 1     | 11             | 2              | 0      | 0      | 135    | 14     |
| 2024/25         | Chelsea                 | Premier League  | 35         | 4          | 3     | 1     | 7              | 1              | 6      | 3      | 51     | 9      |
| Club totaal     | Club totaal             | Club totaal     | 35         | 4          | 3     | 1     | 7              | 1              | 6      | 3      | 51     | 9      |
| Carrière totaal | Carrière totaal         | Carrière totaal | 154        | 16         | 17    | 2     | 18             | 3              | 6      | 3      | 195    | 24     |

Bijgewerkt t/m 17 juli 2025.

## Interlandcarrière
Neto doorliep verschillende Portugese nationale jeugdploegen. Hij nam met Portugal onder 20 deel aan het WK onder 20 van 2019 in Polen. Hij kwam in iedere wedstrijd op het toernooi in actie. Portugal werd in de groepsfase uitgeschakeld. Op 5 september 2019 debuteerde Neto voor Portugal onder 21 in de EK-kwalificatiewedstrijd tegen Gibraltar (4–0 overwinning). Op 9 oktober 2020 maakte hij zijn eerste twee doelpunten voor het elftal, waarmee hij bijdroeg aan een 4–1 zege op Noorwegen in de EK-kwalificatie. Hij nam in 2023 deel aan het EK onder 21 in Roemenië en Georgië. Neto kwam in iedere wedstrijd in actie. Portugal strandde in de kwartfinales.
Neto maakte op 11 november 2020 zijn debuut in het Portugees voetbalelftal in een vriendschappelijke wedstrijd tegen Andorra (7–0 winst). Hij scoorde daarbij het eerste doelpunt. Mede door blessureleed kwam hij in de daaropvolgende jaren slechts enkele keren in actie voor het nationale elftal en miste hij het EK 2020 en het WK 2022. Neto werd op 21 mei 2024 echter door bondscoach Roberto Martínez opgenomen in de Portugese selectie voor het EK 2024 in Duitsland. Portugal won een groep met Tsjechië, Turkije en Georgië, schakelde in de achtste finales Slovenië uit en verloor in de kwartfinales op strafschoppen van Frankrijk. Neto kwam in de drie groepswedstrijden in actie. Hij kwam in juni 2025 in actie in zowel de halve finale tegen gastland Duitsland (1–2) als in de finale tegen Spanje (2–2) toen Portugal na een penaltyserie de UEFA Nations League won.
| Interlands van Pedro Neto voor Portugal | Interlands van Pedro Neto voor Portugal | Interlands van Pedro Neto voor Portugal | Interlands van Pedro Neto voor Portugal | Interlands van Pedro Neto voor Portugal | Interlands van Pedro Neto voor Portugal |
| №                                       | Datum                                   | Wedstrijd                               | Uitslag                                 | Competitie                              | Goals                                   |
| 10                                      | Als speler van Wolverhampton Wanderers  | Als speler van Wolverhampton Wanderers  | Als speler van Wolverhampton Wanderers  | Als speler van Wolverhampton Wanderers  | 1                                       |
| --------------------------------------- | --------------------------------------- | --------------------------------------- | --------------------------------------- | --------------------------------------- | --------------------------------------- |
| 1                                       | 11 november 2020                        | Portugal – Andorra                      | 7 – 0                                   | Vriendschappelijk                       | 8'                                      |
| 2                                       | 24 maart 2021                           | Portugal – Azerbeidzjan                 | 1 – 0                                   | Kwalificatie WK 2022                    |                                         |
| 3                                       | 30 maart 2021                           | Luxemburg – Portugal                    | 1 – 3                                   | Kwalificatie WK 2022                    |                                         |
| 4                                       | 8 september 2023                        | Slowakije – Portugal                    | 0 – 1                                   | Kwalificatie EK 2024                    |                                         |
| 5                                       | 16 oktober 2023                         | Portugal – Bosnië en Herzegovina        | 0 – 5                                   | Kwalificatie EK 2024                    |                                         |
| 6                                       | 4 juni 2024                             | Portugal – Finland                      | 4 – 2                                   | Vriendschappelijk                       |                                         |
| 7                                       | 8 juni 2024                             | Portugal – Kroatië                      | 1 – 2                                   | Vriendschappelijk                       |                                         |
| 8                                       | 18 juni 2024                            | Portugal – Tsjechië                     | 2 – 1                                   | EK 2024                                 |                                         |
| 9                                       | 22 juni 2024                            | Turkije – Portugal                      | 0 – 3                                   | EK 2024                                 |                                         |
| 10                                      | 26 juni 2024                            | Georgië – Portugal                      | 2 – 0                                   | EK 2024                                 |                                         |
| 7                                       | Als speler van Chelsea                  | Als speler van Chelsea                  | Als speler van Chelsea                  | Als speler van Chelsea                  | 1                                       |
| 11                                      | 5 september 2024                        | Portugal – Kroatië                      | 2 – 1                                   | UEFA Nations League A 2024/25           |                                         |
| 12                                      | 8 september 2024                        | Portugal – Schotland                    | 2 – 1                                   | UEFA Nations League A 2024/25           |                                         |
| 13                                      | 12 oktober 2024                         | Polen – Portugal                        | 1 – 3                                   | UEFA Nations League A 2024/25           |                                         |
| 14                                      | 15 november 2024                        | Portugal – Polen                        | 5 – 1                                   | UEFA Nations League A 2024/25           | 83'                                     |
| 15                                      | 20 maart 2025                           | Denemarken – Portugal                   | 1 – 0                                   | UEFA Nations League A 2024/25           |                                         |
| 16                                      | 4 juni 2025                             | Duitsland – Portugal                    | 1 – 2                                   | UEFA Nations League A 2024/25           |                                         |
| 17                                      | 8 juni 2025                             | Portugal – Spanje                       | 2 – 2 n.v. (5–3 pen.)                   | UEFA Nations League A 2024/25           |                                         |

Bijgewerkt t/m 17 juli 2025.

## Persoonlijk
Neto's oom Sérgio Lomba heeft gevoetbald op Portugals hoogste niveau.

## Erelijst
SS Lazio
- Coppa Italia: 2018/19

 Chelsea
- UEFA Conference League: 2024/25
- FIFA Club World Cup: 2025